# 王平政
王平政（1878年—？），字德卿，山西解州人。中国近代政治人物。

## 生平
早年毕业于日本东京宏文学院师范科。历任山西军政分府民政部司长、中国国民党河东机关部部长、护理河东观察使、陕西靖国军总司令秘书、河南省长公署秘书，山西省政府民政厅秘书。1931年2月，任国民政府监察院监察委员。